# Leistungsabzeichen (Pferdesport)

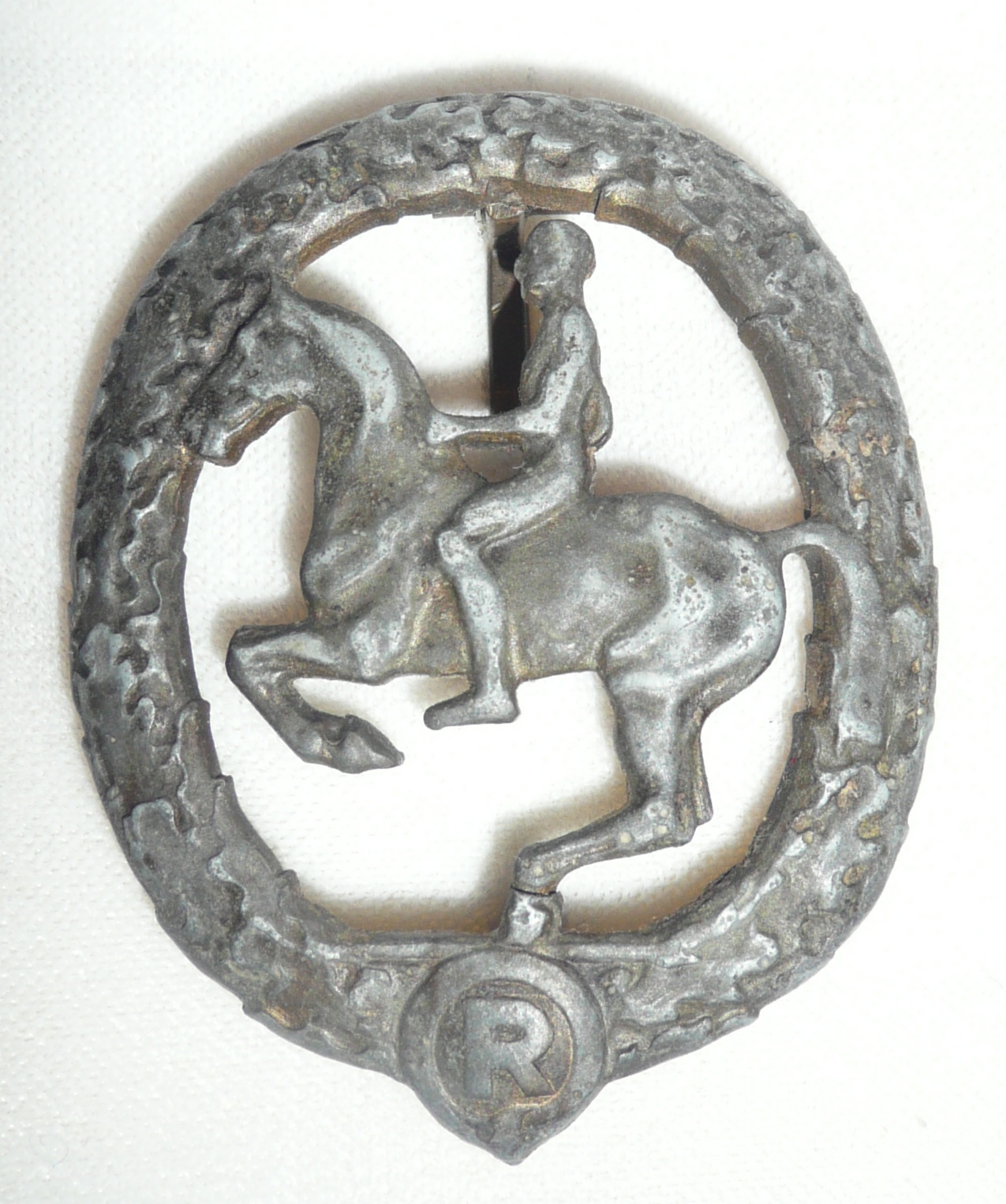
Bronzenes Reitabzeichen in der Version von 1931, wurde inzwischen umgestaltet

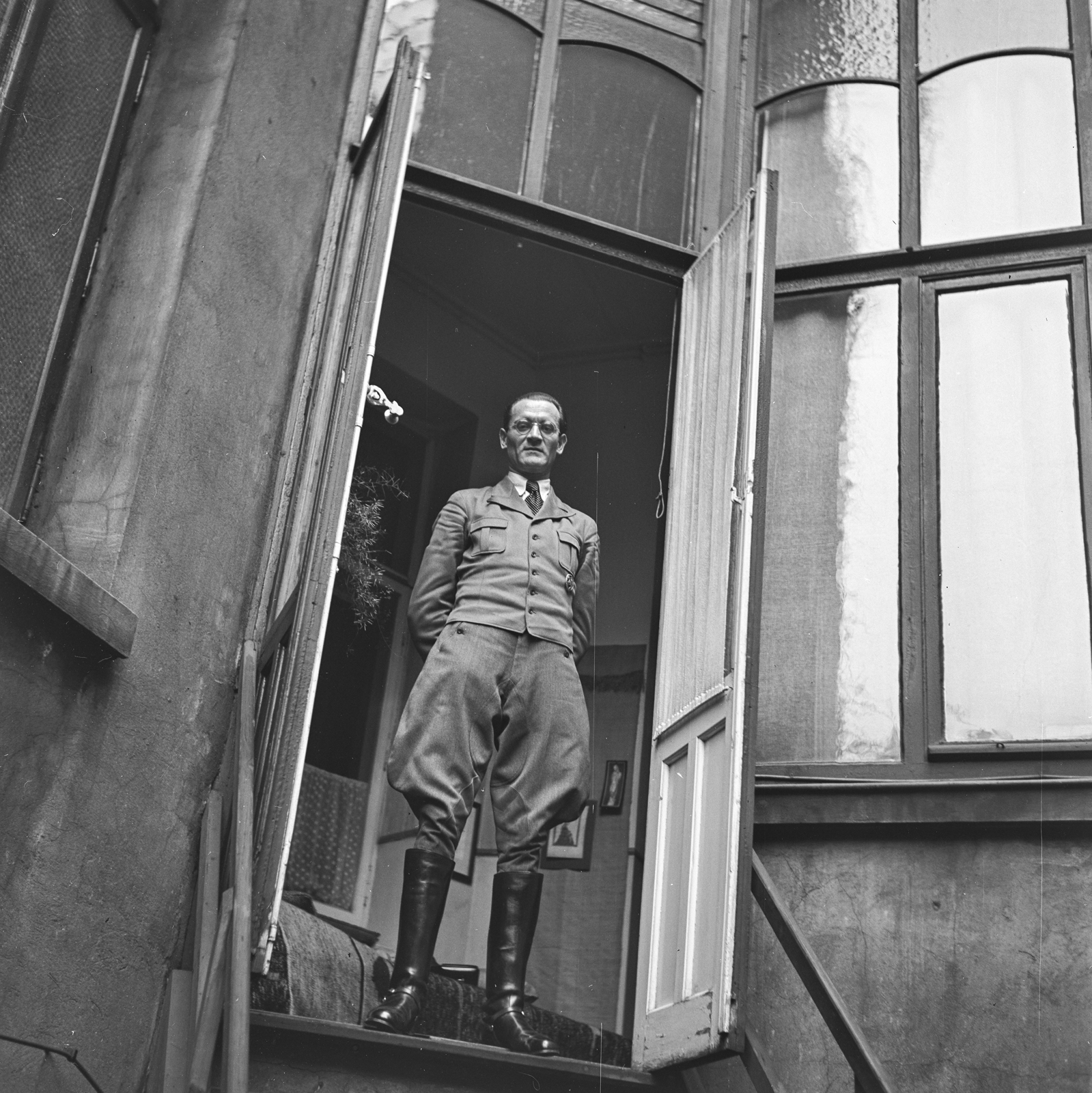
Mann mit Leistungsabzeichen Pferdesport (Ende der 1930er Jahre)

Leistungsabzeichen werden von der Deutschen Reiterlichen Vereinigung an Reiter, Voltigierer, Fahrer und Longenführer verliehen. Zweck der Leistungsabzeichen ist in erster Linie die Vermittlung und Überprüfung theoretischer und praktischer Fähigkeiten im Pferdesport. Sie sollen als Anreiz zu einer Aus- bzw. Fortbildung dienen, die sich am Wohlbefinden des Pferdes orientiert.
Die Leistungsabzeichen sind in der Ausbildungs- und Prüfungsordnung der Deutschen Reiterlichen Vereinigung (APO) geregelt, mit der APO 2014 wurde das System grundlegend überarbeitet. Unter anderem wurde die bisherige Theorieprüfung durch eine Stationsprüfung abgelöst, bei der das theoretische Wissen praktisch umgesetzt werden muss.
Disziplinspezifisch sind bestimmte Leistungsabzeichen Voraussetzung für die Teilnahme im Turniersport. Bei Reitern werden sie auch für die Einstufung in eine höhere Leistungsklasse benötigt. Der Erwerb der Leistungsabzeichen 1 bis 4 (beim Voltigierabzeichen: Gold und 1 bis 3) setzt immer den Besitz des jeweils niederrangigen Abzeichen voraus. Für das jeweilige Leistungsabzeichen 5 (bzw. Voltigierabzeichen 4) ist wahlweise der Basispass Pferdekunde oder das Ablegen der Reitabzeichen 6 und 7 Voraussetzung.
Der Erwerb der Leistungsabzeichen 6 bis 10 ist nicht verpflichtend. Sie sollen den Einsteigern in den Pferdesport in kleinen Stufen angemessene Herausforderungen bieten. Sie stehen damit in der Nachfolge der Motivationsabzeichen (Steckenpferd, Kleines Hufeisen, Großes Hufeisen), die sie mit der APO 2014 ablösten. Im Gegensatz zu den Motivationsabzeichen, die nur bis zum Alter von 16 bzw. 18 Jahren abgelegt werden durften, stehen die Leistungsabzeichen 6 bis 10 auch Erwachsenen Einsteigern in den Pferdesport offen.

## Das Deutsche Reitabzeichen vor 2014
In Deutschland waren die Reitabzeichen (DRA) in die folgenden Klassen eingeteilt:

### DRA Klasse IV „kleines Reitabzeichen“
Berechtigte zur Einstufung in die Leistungsklasse 6 der jeweiligen Disziplin.
Gezeigt werden musste eine Leistung in Dressur und Springen (Gelände als freiwillige Teilprüfung möglich) entsprechend der Klasse E, die mindestens mit 5,0 bewertet worden sein musste. Außerdem fand ein Abfragen von theoretischen Lektionen zu Themen wie z. B. Grundkenntnisse in der Reitlehre und Kenntnisse über die einschlägigen Bestimmungen des Tierschutzes durch die Prüfungsrichter statt. Hier musste ebenfalls mind. eine 5,0 erreicht werden.

### DRA Klasse III „bronzenes Reitabzeichen“
Berechtigte zur Einstufung in die Leistungsklasse 5 der jeweiligen Disziplin nach einer zusätzlichen "Lizenzprüfung", bei der auf einem regulären Turnier eine Dressur-, Stilspring- oder Stilgelände-LP mit einer Note von 6 oder besser bewertet wurde.
Gezeigt werden musste eine Leistung in Dressur und Springen (Gelände als freiwillige Teilprüfung möglich) entsprechend der Klasse A, die mindestens mit ausreichend (5,0) bewertet worden sein musste.

### DRA Klasse II „silbernes Reitabzeichen“
Berechtigte zur Einstufung in die Leistungsklasse 4 der jeweiligen Disziplin.
Gezeigt werden musste eine Leistung in Dressur und Springen (Gelände als freiwillige Teilprüfung möglich) entsprechend der Klasse L, die mindestens mit befriedigend-ziemlich gut (6,5) bewertet worden sein musste.
Alternativ konnte das DRA Klasse II aufgrund von Erfolgen im Sport verliehen werden. Hierzu waren erforderlich:
1. zwei Siege in Dressurprüfungen Klasse L (je ein Sieg konnte durch eine Platzierung an 1. bis 5. Stelle in Dressurprüfungen Klasse M ersetzt werden) und zwei Siege in Springprüfungen Klasse L (je ein Sieg konnte durch eine Platzierung an 1. bis 5. Stelle in Springprüfungen Klasse M ersetzt werden) oder
2. eine Platzierung an 1. bis 5. Stelle in einer großen Vielseitigkeit der Klasse L/eines CCI* oder drei Platzierungen in Vielseitigkeit der Klasse L/CIC* oder höher oder
3. drei Siege in Dressurprüfungen Klasse M, je ein Sieg konnte durch eine Platzierung an 1. bis 5. Stelle in Dressurprüfungen Klasse S ersetzt werden oder
4. drei Siege in Springprüfungen Klasse M, hier konnte je ein Sieg durch eine Platzierung an 1. bis 5. Stelle in Springprüfungen Klasse S ersetzt werden.[2]

### DRA Klasse I „silbernes Reitabzeichen mit Lorbeer“
Berechtigte zur Einstufung in die Leistungsklasse 3 der jeweiligen Disziplin.
Gezeigt werden musste eine Leistung in Dressur und Springen (Gelände als freiwillige Teilprüfung möglich) entsprechend der Klasse M, die mindestens mit befriedigend-ziemlich gut (6,5) bewertet werden worden sein musste.
Auch im alten Abzeichensystem konnte aufgrund von sportlichen Erfolgen das „Goldene Reitabzeichen“ verliehen werden.

### Bedeutung für Turnierreiter
Der Besitz der Reit- bzw. Fahrabzeichen der Klassen IV und III war für alle Turnierreiter/fahrer ab Klasse A vorgeschrieben, da nur so eine Einstufung in die Leistungsklassen 6 bzw. 5 erfolgte. In höhere Leistungsklassen (4-1) erfolgte die Einstufung auch aufgrund der Erfolge in den jeweils beiden vorangegangenen Jahren.

### Erwerb
Allgemein musste für den Erwerb eines Reiterabzeichens eine Leistung sowohl im Springen als auch in der Dressur gezeigt werden. Es ist für die Reiterabzeichen der Klassen III, II und I allerdings möglich und weit verbreitet, es disziplinspezifisch abzulegen. Dabei wird nur eine Leistung in Dressur oder Springen erbracht. Diese entspricht jedoch der jeweils höheren Schwierigkeitsklasse. Ein solches „Disziplinspezifisches Reitabzeichen“ berechtigt allerdings nur zur jeweiligen LK in dieser Disziplin, und nur zum weiteren Erwerb der höheren Reitabzeichen in dieser Disziplin.
Die Durchführung einer Teilprüfung Gelände neben den Prüfungen zur Dressur und zum Springen war nicht verpflichtend. Für die Teilnahme an Vielseitigkeitsprüfungen der Klasse A war der Besitz des Reiterabzeichens Klasse III notwendig, um LK V5 zu erhalten. Mit den DRA Kl. II oder I konnte man sich auch in der Vielseitigkeit in eine höhere LK einstufen lassen, oder ab LK4 auf Grund von Erfolgen hochgestuft werden (in der VS wurden z. B. drei Platzierungen in VA, (Stil-)Geländeritten oder Geländepferdeprüfungen Kl.L oder eine Platzierung in VL benötigt, um die LK V4 zu erhalten).

## Das Deutsche Reitabzeichen seit 2014
Zum 1. Januar 2014 wurden die alten Reit- und Motivationsabzeichen durch neue Reitabzeichen abgelöst. Eine der wesentlichen Änderungen ist, dass seither jedes Reitabzeichen mit jedem Alter abgelegt werden darf. Die Reitabzeichen 10 bis einschließlich 6 dürfen in beliebiger Reihenfolge abgelegt und auch mehrfach wiederholt werden.

### Reitabzeichen 10
Das Reitabzeichen 10 entspricht dem früheren Motivationsabzeichen Steckenpferd und stellt das Reitabzeichen mit den geringsten Ansprüchen dar. Ein entsprechender Vorbereitungslehrgang ist die Voraussetzung für die Ablegung des Reitabzeichens 10.
Im praktischen Prüfungsteil ist mit oder ohne Sattel im Schritt und Trab zu reiten. Im Trab kann hierbei wahlweise leicht getrabt oder ausgesessen werden. Dies darf an der Longe oder im Hintereinanderreiten erfolgen. Auf Wunsch kann auch ein Teil Geländereiten erfolgen, hierbei wird im Außengelände am Führzügel Schritt und Trab geritten.
Die Stationsprüfung besteht aus zwei Teilen: An der ersten Station sind Grundlagen der Pferdepflege (z. B. Putzen, Huf- und Schweifpflege, Mithilfe beim Zäumen und Satteln) zu zeigen. An einer zweiten Station sind erste Grundlagen der Bodenarbeit (Ansprechen und Annähern an das Pferd, Führen und Halten, Anbinden, Sicherheit auf der Stallgasse) vorzuweisen.

### Reitabzeichen 9
Das Reitabzeichen 9 entspricht dem früheren Kleinen Hufeisen. Es wird in der Gruppe im Schritt, Trab (Leichttraben und Aussitzen) und Galopp geritten, auch hier ist ein Teil Geländereiten zusätzlich möglich.
Bei diesem Reitabzeichen sind drei Stationsprüfungen vorgesehen: Vorbereitung des Pferdes zum Reiten; Grundsätze auf dem Gebiet des Pferdeverhaltens und Ethische Grundsätze sowie Bodenarbeit. Bei der Bodenarbeit entsprechen die Anforderungen denen des Reitabzeichens 10, ergänzt etwa um das Führen des Pferdes von beiden Seiten und das Passieren anderer Pferde.

### Reitabzeichen 8
Das neue Reitabzeichen 8 ist mit seinen Aufgaben zwischen den ehemaligen Kleinen und Großen Hufeisen angelegt.
Hier sind beim Reiten zwei Teilprüfungen zu absolvieren, die möglichst auf einem Außenplatz geritten werden sollten: In der ersten Teilprüfung muss das Pferd nach Weisung des Ausbilders vorgestellt werden, dies soll sich an Dressurprüfungen der Klasse E anlehnen, ohne Steigbügel muss mindestens im Schritt geritten werden.
Die zweite Teilprüfung stellt den eine Vorstufe zum Springreiten dar: Es muss eine Geschicklichkeitsaufgabe geritten werden, hierbei muss auch im leichten Sitz geritten werden, auch ist über Stangen und Bodenricks zu reiten. In einer freiwilligen Teilprüfung Geländereiten wird im Außengelände auf unebenem Boden sowie bergauf und bergab geritten, auch der leichte Sitz wird abgeprüft.

### Reitabzeichen 7
Das Reitabzeichen 7 entspricht dem früheren großen Hufeisen. Eine Dressurprüfung mit Anlehnung an die Klasse E kann mit oder ohne Hilfszügel geritten werden. Hierbei muss ohne Bügel mindestens im Trab geritten werden. Als zweite Teilprüfung ist das Reiten im leichten Sitz und über Bodenricks vorgesehen. Die Hindernisse haben hierbei eine Höhe von etwa 30 bis 50 cm. Den Abschluss der Reitabzeichenprüfung bilden die Stationsprüfungen.

### Reitabzeichen 6
Beim Reitabzeichen 6 müssen erste niedrige Sprünge und in der Dressur eine Aufgabe angelehnt an die Klasse E absolviert werden. In den Stationsprüfungen muss gezeigt werden, wie gut man sich in der Pferdehaltung, Fütterung und Pferdegesundheit auskennt. Die Kenntnisse in der Bodenarbeit werden mit der Dreiecksvorführung vervollständigt.
Anforderungen:
1. Teilprüfung; Dressur
Dressurreiteraufgabe in Anlehnung an Klasse E (einzeln oder zu zweit). Reiten ohne Bügel in den drei Grundgangarten.
2. Teilprüfung: Reiten im leichten Sitz und über Bodenricks.
Die Teilprüfung Geländereiten kann zusätzlich erfolgen, sofern sie nicht die Teilprüfung Reiten im leichten Sitz und über Bodenricks ersetzen soll. Die Anforderungen werden in Anlehnung an einen Geländereiterwettbewerb abgeprüft.
3. Teilprüfung: Stationsprüfungen
Station 1
Grundkenntnisse Pferdehaltung, Fütterung und Pferdegesundheit
Station 2
Bodenarbeit: Ansprechen und Annähern an das Pferd, Führen und Halten an einem vorgegebenen Punkt, Anbinden, Sicherheit auf der Stallgasse, zusätzlich Führen geradeaus von beiden Seiten, das angebundene Pferd zur Seite weichen lassen, Sicherheit auf der Stallgasse, Passieren anderer Pferde, Slalom, Gangmaßwechsel im Schritt, zusätzlich Führen von Hufschlagfiguren, Traben auf gerader Linie, Rückwärtstreten lassen, zusätzlich Traben auf gerader Linie, Rückwärtstreten lassen, Dreiecksvorführung,
Grundsätze zur Sicherheit beim Verladen
Bewertet werden Kenntnisse und Fertigkeiten im Umgang mit dem Pferd sowie das Grundwissen über das Pferd. Weiter fließt in die Beurteilung ein, wie ausbalanciert und losgelassen der Reiter auf dem Pferd sitzt und die Übungen ausführt. Das Prüfungsergebnis lautet „bestanden“ oder „nicht bestanden“, es gibt also keine Noten. Sollte man die Prüfung nicht bestehen, so kann die gesamte Prüfung zum nächstmöglichen Zeitpunkt wiederholt werden.

### Reitabzeichen 5
Das Reitabzeichen 5 entspricht dem früheren DRA Klasse IV. Hierbei muss man sich einer theoretischen Prüfung und zwei praktischen Prüfungen unterziehen. Der erste Teil ist meistens die Dressuraufgabe der Klasse E (6/1). Danach ist das E-Springen gefragt.

### Reitabzeichen 4
Das Reitabzeichen 4 entspricht dem früheren DRA Klasse III.

### Reitabzeichen 3
Das Reitabzeichen 3 ist ein Reitabzeichen zwischen dem früheren DRA Klasse III und dem früheren DRA Klasse II.

### Reitabzeichen 2
Das Reitabzeichen 2 entspricht dem früheren DRA Klasse II.

### Reitabzeichen 1
Das Reitabzeichen 1 entspricht dem früheren DRA Klasse I.

### „Goldenes Reitabzeichen“
Das Reitabzeichen in Gold wird nur aufgrund von Erfolgen im Turniersport verliehen. Gewertet werden Turniererfolge (Einzelerfolge) im In- und Ausland. Im Ausland jedoch nur bei internationalen Turnieren, wenn die Nennung durch die FN gem. Art. 121 RG erfolgt ist. Für ausländische Reiter werden nur Turniererfolge anerkannt, die im Bereich der deutschen FN errungen wurden. Für das Goldene Reitabzeichen sind vier verschiedene Voraussetzungen definiert, von denen eine erfüllt sein muss:
1. Dressur- und Springreiten: Drei Siege müssen in Dressurprüfungen Klasse M erzielt worden sein. Je ein Sieg kann durch eine Platzierung an 1. bis 3. Stelle in Dressurprüfungen Klasse S ersetzt werden. Zudem sind fünf Platzierungen in Springprüfungen der Klasse M an 1. bis 3. Stelle erforderlich. Je drei Platzierungen können durch eine Platzierung an 1. bis 5. Stelle mit höchstens vier Strafpunkten in Springprüfungen der Klasse S ersetzt werden.
2. Dressurreiten: 10 Siege in Dressurprüfungen der Klasse S, darunter mindestens ein Sieg in Prüfungen mit ganzen Pirouetten. Je ein Sieg kann durch eine Platzierung an 2. bis 5. Stelle in einem Grand Prix oder Grand Prix Spezial ersetzt werden.
3. Springreiten: 10 Siege in Springprüfungen der Klasse S, darunter mindestens ein Sieg in der Klasse S**, und 10 Platzierungen an 2. bis 3. Stelle in der Klasse S*. Je ein Sieg in S* kann durch eine Platzierung an 2. bis 5. Stelle in S** und/oder S*** ersetzt werden. Der Sieg in der S**- Prüfung kann durch eine Platzierung an 2. bis 5. Stelle in S*** ersetzt werden.
4. Vielseitigkeitsreiten: Eine Platzierung in einem CCI**** bzw. bei einem FEI-Championat (EM/WM/Olympische Spiele) oder ein Sieg in einem CCI*** oder 3 Platzierungen in CCI***. Je ein Sieg bzw. Platzierung in CCI*** kann durch drei Siege bzw. Platzierungen in CIC*** bzw. Einzelplatzierungen an 1. bis 3. Stelle bei der EM Junge Reiter CCI**/CCI*** (jedoch muss mindestens ein CCI***-Erfolg vorliegen) sowie Erfolge beim Weltcupfinale ersetzt werden.

## Das Deutsche Voltigierabzeichen
Um bei einer Leistungsabzeichenprüfung Voltigieren eingesetzt werden zu können, muss ein Pferd das Mindestalter von fünf Jahren erreicht haben und soweit ausgebildet sein, dass es den Prüfungsanforderungen genügt. Für den Voltigierer ist kein Mindestalter vorgeschrieben. Der praktische Teil der Prüfungen umfasst bestimmte Pflichtübungen, die auf dem galoppierenden Pferd ausgeführt werden. Für jede Übung muss eine bestimmte Mindestnote erreicht werden. Genügt lediglich eine Übung nicht den Anforderungen, so darf sie einmal wiederholt werden. Wird die praktische oder theoretische Teilprüfung nicht bestanden, so muss die gesamte Prüfung wiederholt werden, was frühestens drei Monate später möglich ist.
Die Deutschen Voltigierabzeichen (DVA) sind analog zu den Reitabzeichen klassifiziert:

### DVA IV – Das Kleine Voltigierabzeichen
In der praktischen Prüfung wird die A-Pflicht verlangt, wobei der Voltigierer für jede Übung eine Mindestnote von 5,0 erreichen muss.
Der theoretische Teil der Prüfung umfasst Basiswissen in der Pferdekunde, dem Tierschutz und der Voltigierlehre. Ferner sind die Ausrüstung von Voltigierer und Pferd, die Turnieranforderungen an die Leistungsklasse A sowie die Hauptkriterien der A-Pflicht, Hilfestellungen und Sicherheit prüfungsrelevant. In der theoretischen Teilprüfung muss ebenfalls eine Mindestnote von 5,0 erzielt werden.

### DVA III –  Das Deutsche Voltigierabzeichen in Bronze
Um das DVA III erwerben zu können, muss der Voltigierer seit mindestens drei Monaten im Besitz des DVA IV sein.
Die praktische Teilprüfung besteht aus der L-Pflicht. Analog zum DVA IV muss jede Pflichtübung mit einer Note von mindestens 5,5 bewertet werden.
Die theoretische Prüfung umfasst im Wesentlichen die gleichen Themengebiete wie die des DVA IV, allerdings werden die Pflicht und Turnieranforderungen der Leistungsklasse L abgefragt. Hinzu kommen Fragen zur Organisation des Reit-, Fahr- und Voltigiersports.

### DVA II – Das Deutsche Voltigierabzeichen in Silber
Die Prüfung kann nur von Voltigierern abgelegt werden, die sich seit mindestens zwölf Monaten im Besitz des DVA III befinden.
In der Praxisprüfung wird die M-Pflicht gefordert. Es muss eine Durchschnittsnote von 6,5 erzielt werden, wobei keine Pflichtübung schlechter als 5,0 bewertet werden darf.
In der theoretischen Prüfung werden Kenntnisse in der Pferdekunde, der Tierschutzgesetze, der Voltigierlehre (Leistungsklasse M) sowie der Organisation des Voltigier-, Fahr- und Reitsports abgefragt. Zusätzlich sind Grundkenntnisse des Longierens prüfungsrelevant.

### DVA I – Das Deutsche Voltigierabzeichen Klasse I
Voraussetzung für den Erwerb des DVA I ist der Besitz des DVA II seit mindestens zwölf Monaten.
Wie beim DVA II wird hier die M-Pflicht in der praktischen Prüfung verlangt, wobei ein Notendurchschnitt von 8,0 erreicht werden muss. Es gilt auch hier für jede Übung die Notwendigkeit einer Mindestwertnote von 5,0.
Die theoretische Prüfung besteht aus Fragen zu Grundkenntnissen der Veterinärkunde und des Longierens, Kenntnissen der Ethischen Grundsätze, des Tierschutzgesetzes und der Voltigierlehre sowie Kenntnissen über die Organisation des Reit-, Fahr- und Voltigiersports.

### Das Deutsche Voltigierabzeichen in Gold
Das DVA in Gold verleiht die Deutsche Reiterliche Vereinigung (FN) ausschließlich aufgrund von Turniererfolgen. Es werden nationale und internationale Turniere gewertet, letztere allerdings nur wenn die Nennung durch die FN gemäß Artikel 121 des General-Reglement der FEI erfolgt ist. Ausländischen Voltigierern wird das DVA in Gold nur aufgrund von Erfolgen im Bereich der deutschen FN verliehen.
Einzelvoltigierer können das Goldene Voltigierabzeichen erhalten, wenn sie seit dem 1. Januar 1986 mindestens zehnmal die Gesamtwertnote von 8,5 in Einzelvoltigier-Wettbewerben erreicht haben. Für Gruppenvoltigierer ist mindestens zweimal eine Platzierung an erster bis dritter Stelle bei internationalen Championaten (Welt- und Europameisterschaften) seit dem 1. Januar 1986 erforderlich.

### Bedeutung im Turniersport
Um eine Jahresturnierlizenz der FN im Einzelvoltigieren erhalten zu können, benötigt ein Sportler ab 16 Jahren das DVA III. Um bereits im Alter von 14 oder 15 Jahren an Einzel-Wettbewerben teilnehmen zu dürfen, muss der Voltigierer das DVA II besitzen. Analog muss sich bei Doppelvoltigierern mindestens einer der Partner im Besitz des Deutschen Voltigierabzeichens in Bronze bzw. Silber (bei Teilnehmern ab 14 Jahren) befinden. Im Gruppenvoltigieren ist es möglich, ohne Qualifikationsnoten in der Leistungsklasse A direkt in die Leistungsklasse L einzusteigen, sofern mindestens vier Gruppenmitglieder das DVA III besitzen.

## Das Westernreitabzeichen
Hauptartikel: Westernreitabzeichen
Das Westernreitabzeichen gehört ebenfalls zu den Leistungsabzeichen der FN. Anders als die Abzeichen für Reiten, Fahren, Voltigieren und Longieren richten sich die Westernreitabzeichen nicht nach den einheitlichen Richtlinien der FN für Reiten, Fahren und Voltigieren, sondern nach dem „Handbuch  Westernreitabzeichen“ der Ersten Westernreiter Union (EWU).
Sie werden in vier Kategorien untergliedert:
- WRA IV – Kleines Westernreitabzeichen (Klasse IV)
- WRA III – Westernreitabzeichen Bronze (Klasse III)
- WRA II – Westernreitabzeichen Silber (Klasse II)
- WRA I – Westernreitabzeichen Gold (Klasse I)

## Das Deutsche Fahrabzeichen
Es gibt folgende Abzeichen:
- Fahrabzeichen in Gold (nach Antrag, aufgrund von Turniererfolgen)
- Fahrabzeichen 1  (Ein-, Zwei- oder Vierspänner aufgrund Prüfung oder von Turniererfolgen), vor 2014:[10] Deutsches Fahrabzeichen (DFA) Klasse I oder Goldenes Fahrabzeichen
- Fahrabzeichen 2  (Ein-, Zwei- oder Vierspänner aufgrund Prüfung oder von Turniererfolgen), vor 2014: Deutsches Fahrabzeichen (DFA) Klasse II oder Silbernes Fahrabzeichen
- Fahrabzeichen 3  (Vierspänner, Prüfung), vor 2014: Deutsches Fahrabzeichen (DFA) Klasse III Vierspänner
- Fahrabzeichen 4  (Ein- oder Zweispänner, Prüfung), vor 2014: Deutsches Fahrabzeichen (DFA) Klasse III oder Bronzenes Fahrabzeichen. Das Fahrabzeichen 4 berechtigt an Fahrprüfungen der Klasse L teilzunehmen.
- Fahrabzeichen 5  (Ein- oder Zweispänner, Prüfung), vor 2014: Deutsches Fahrabzeichen (DFA) Klasse IV oder Kleines Fahrabzeichen. Das Fahrabzeichen 5 ist als Einstieg in den Turniersport gedacht und berechtigt dazu regionalen Turnieren mit Einspännern oder Zweispännern der Klasse A teilzunehmen.
- Fahrabzeichen 6  (Ein- oder Zweispänner, Prüfung)
- Fahrabzeichen 7  (Ein- oder Zweispänner, Prüfung), vor 2014: Hufeisen
- Fahrabzeichen 10 (Ein- oder Zweispänner, Prüfung), vor 2014: Steckenpferd

Zudem werden Kutschenführerscheine A für Privatpersonen und B für gewerbliche Fahrer angeboten.